# Yassin Ayoub
 Yassin Ayoub  (Alhucemas, Marruecos, 6 de marzo de 1994) es un futbolista neerlandés. Juega de centrocampista y actualmente esta sin club.

## Estadísticas

### Clubes
Actualizado al último partido disputado el 7 de mayo de 2023.
| Club                                 | Div.          | Temporada     | Liga  | Liga  | Copas nacionales | Copas nacionales | Copas internacionales | Copas internacionales | Total | Total |
| Club                                 | Div.          | Temporada     | Part. | Goles | Part.            | Goles            | Part.                 | Goles                 | Part. | Goles |
| ------------------------------------ | ------------- | ------------- | ----- | ----- | ---------------- | ---------------- | --------------------- | --------------------- | ----- | ----- |
| F. C. Utrecht · Países Bajos         | 1.ª           | 2012-13       | 3     | 0     | 0                | 0                | ―                     | ―                     | 3     | 0     |
| F. C. Utrecht · Países Bajos         | 1.ª           | 2013-14       | 26    | 3     | 3                | 0                | ―                     | ―                     | 29    | 3     |
| F. C. Utrecht · Países Bajos         | 1.ª           | 2014-15       | 31    | 5     | 1                | 0                | ―                     | ―                     | 32    | 5     |
| F. C. Utrecht · Países Bajos         | 1.ª           | 2015-16       | 24    | 1     | 3                | 1                | ―                     | ―                     | 27    | 2     |
| F. C. Utrecht · Países Bajos         | 1.ª           | 2016-17       | 36    | 5     | 4                | 0                | ―                     | ―                     | 40    | 5     |
| F. C. Utrecht · Países Bajos         | 1.ª           | 2017-18       | 34    | 6     | 2                | 1                | 5                     | 0                     | 41    | 7     |
| F. C. Utrecht · Países Bajos         | Total club    | Total club    | 154   | 20    | 13               | 2                | 5                     | 0                     | 172   | 22    |
| Feyenoord de Róterdam · Países Bajos | 1.ª           | 2018-19       | 16    | 2     | 2                | 0                | 0                     | 0                     | 18    | 2     |
| Feyenoord de Róterdam · Países Bajos | 1.ª           | 2019-20       | 2     | 0     | 0                | 0                | 2                     | 0                     | 4     | 0     |
| Feyenoord de Róterdam · Países Bajos | Total club    | Total club    | 18    | 2     | 2                | 0                | 2                     | 0                     | 22    | 2     |
| Panathinaikos F. C. · Grecia         | 1.ª           | 2019-20       | 6     | 0     | 1                | 0                | ―                     | ―                     | 7     | 0     |
| Panathinaikos F. C. · Grecia         | 1.ª           | 2020-21       | 9     | 0     | 0                | 0                | ―                     | ―                     | 9     | 0     |
| Panathinaikos F. C. · Grecia         | 1.ª           | 2021-22       | 1     | 0     | 1                | 0                | ―                     | ―                     | 2     | 0     |
| Panathinaikos F. C. · Grecia         | Total club    | Total club    | 16    | 0     | 2                | 0                | 0                     | 0                     | 18    | 0     |
| Excelsior Róterdam · Países Bajos    | 1.ª           | 2022-23       | 15    | 0     | 0                | 0                | ―                     | ―                     | 15    | 0     |
| Excelsior Róterdam · Países Bajos    | Total club    | Total club    | 15    | 0     | 0                | 0                | 0                     | 0                     | 15    | 0     |
| Total carrera                        | Total carrera | Total carrera | 203   | 22    | 17               | 2                | 7                     | 0                     | 227   | 24    |

## Palmarés

### Títulos nacionales
| Título         | Club          | País   | Año  |
| -------------- | ------------- | ------ | ---- |
| Copa de Grecia | Panathinaikos | Grecia | 2022 |

### Títulos internacionales
| Título          | Club (*)            | País   | Año  |
| --------------- | ------------------- | ------ | ---- |
| Eurocopa Sub-17 | Países Bajos sub-17 | Serbia | 2011 |

(*) Incluyendo la selección.